# Powiat mścisławski

Powiat mścisławski na mapie guberni mohylewskiej

Powiat lub ujezd mścisławski – dawny powiat województwa tej nazwy (1566–1772); później w guberni mohylewskiej, na granicy z gubernią smoleńską. Częściowo odpowiada mu dzisiejszy rejon mścisławski na Białorusi.